# Pedioplanis breviceps
Pedioplanis breviceps — вид ящірок родини ящіркових (Lacertidae). Ендемік Намібії.

## Опис
Ящірка P. breviceps є невеликим представником свого роду, її довжина (без врахування хвоста) становить 45-55 мм. Голова коротка, на що вказує видова назва breviceps. Нижня повіка вкрита непрозорою лускою і не має "віконця". В забарвленні виражений статевий диморфізм: у дорослих дорослі самиць і молодих особин спина поцяткована помітними темними смугами, а у дорослих самців вона повністю коричнева. 

## Поширення і екологія
Pedioplanis breviceps мешкають на північному заході і заході Намібії, в північних і центральних районах пустелі Наміб. Вони живуть на відкритих піщаних рівнинах, у сухих руслах річок, порослих сухими чагарниками, та в пустелях. Зустрічаються на висоті від 50 до 700 м над рівнем моря. Вдень ящірки шукають їжу серед гравію і піска і ховаються під камінням або біля підніжжя чагарників. Відкладають яйця, в кладці 2-4 яйця розміром 11×6 мм. Ящірки одразу після вилуплення мають довжину 5-8 см (враховуючи хвіст).